# 鉄地蔵
鉄地蔵（てつじぞう）とは、おもに尾張国（愛知県北西部）で平安時代から鎌倉時代にかけて広まった鋳鉄製の地蔵菩薩像。同時期に関東でも鋳鉄製仏像が盛んに造られたが、中部以西においては尾張に集中しており、そのほとんどが地蔵立像であること、また像高が成人の身長に近いものが多く造られていることが特徴となっている。

## 愛知県内の主な鉄地蔵

### 国指定文化財
鉄造地蔵菩薩立像
長光寺（稲沢市六角堂東町）蔵
- 文暦2年（1235年）作

像高160.5 cm
鉄造地蔵菩薩立像
法蔵寺（あま市中橋）蔵
寛喜2年（1230年）作
像高157.4 cm「寛喜2年（1230）庚八月日　願主入蓮白」と陽鋳銘がある。像高は158.9センチ。「愛知県史」によれば、頭部は剃髪で、髪際も浅く両眼は見開きも少ない、鼻は低く口元が引き締まり、両耳は大きく表されている。大きさの割に力強さよりも柔和な感じを印象付ける。 本尊は愛知県に存在する鉄仏のうち最古のもので昭和46年に国の重要文化財に指定される。

### 県指定文化財
鋳鉄地蔵菩薩立像
観聴寺（名古屋市熱田区）蔵
室町時代作
像高160.5 cm / 156.5 cm
鋳鉄地蔵菩薩立像
青大悲寺（名古屋市熱田区）蔵
室町時代作
像高165 cm
鋳鉄地蔵菩薩立像
常観寺（江南市小折）蔵
鎌倉時代作
像高182 cm
鋳鉄地蔵菩薩立像
釜地蔵寺（愛西市根高）蔵
江戸時代作
像高96 cm
鋳鉄地蔵菩薩立像
全昌寺（北名古屋市井瀬木）蔵
室町時代作
像高64.3 cm
鋳鉄地蔵菩薩立像
長松寺（丹羽郡大口町大屋敷）蔵
室町時代作
像高97.4 cm

### 市町村指定文化財
鋳鉄地蔵菩薩立像（釜地蔵）
全久寺（知多郡南知多町大字内海字北側）蔵
室町 - 鎌倉時代作
像高19 cm

### その他
湯浴地蔵（鉄地蔵）
地蔵院（名古屋市南区）蔵
鎌倉時代作
像高230 cm